# Saint-Souplet-sur-Py
Saint-Souplet-sur-Py település Franciaországban, Marne megyében. Lakosainak száma 129 fő (2022. január 1.). Saint-Souplet-sur-Py Saint-Clément-à-Arnes, Saint-Étienne-à-Arnes, Saint-Pierre-à-Arnes, Aubérive, Dontrien, Saint-Hilaire-le-Grand, Sainte-Marie-à-Py, Saint-Martin-l’Heureux és Vaudesincourt községekkel határos.

## Népesség
A település népessége az elmúlt években az alábbi módon változott:
| Lakosok száma | 169  | 156  | 147  | 147  | 135  | 131  | 125  | 120  | 118  | 129  |
|               | 1968 | 1982 | 1990 | 2006 | 2013 | 2015 | 2017 | 2019 | 2020 | 2022 |